# Rhett Kempe
Rhett Kempe (* 1964 in Dresden) ist ein deutscher Chemiker und Hochschullehrer.

## Leben
Rhett Kempe wuchs in Dresden-Pillnitz auf. Er studierte Chemie an der Universität Leipzig und promovierte 1992 bei Joachim Sieler im Bereich der Organonickelchemie. Während dieser Zeit verbrachte er Forschungsaufenthalte in Jena (bei Dirk Walther) und Stuttgart (Hans-Georg von Schnering). Rhett Kempe arbeitete als Postdoc bei Richard R. Schrock am MIT (1992/1993) und bei Carl Krüger am Max-Planck-Institut für Kohlenforschung in Mülheim (1993/1994). Nach den Postdoc-Aufenthalten begann er seine selbständige Tätigkeit in der Max-Planck-Gruppe „Komplexekatalyse“ unter Leitung von Uwe Rosenthal am Institut für Organische Katalyseforschung (IfOK, jetzt Leibniz-Institut für Katalyse, LIKAT Rostock). Die Habilitationsschrift (Amidometallchemie) wurde 1998 verteidigt. Er arbeitete als Gruppenleiter und Dozent am IfOK in Rostock und wechselte im Jahr 2000 als Gastdozent an die University of Melbourne. Im Jahr 2001 wurde er Professor für Anorganische Chemie an der Carl von Ossietzky Universität Oldenburg. 2002 wurde er auf einen Lehrstuhl für Anorganische Chemie an der Universität Bayreuth berufen.
Sein Forschungsinteresse gilt der homogenen und heterogenen Katalyse. Er ist Autor von mehr als 450 Publikationen, hat einen H-Index von 72 und wurde mit zahlreichen Preisen ausgezeichnet. Rhett Kempe war von 2009 bis 2015 Dekan und Vizedekan der Fakultät für Biologie, Chemie und Geowissenschaften der Universität Bayreuth und von 2015 bis 2019 Mitglied des Universitätsrats dieser Universität.

## Veröffentlichungen (Auswahl)
- Strukturen von Nickelorganoverbindungen und Mechanismen ihrer Reaktionen, Dissertation, Leipzig 1992.[6]
- Aminopyridinato-Liganden: die gespannte, anionische N-Amido, N-Pyridin-η2-Donorfunktion als Basis für neuartige Komplexverbindungen, Habilitationsschrift, Rostock 1998.[7]